# 理查德·G·莫里斯
理查德·G·莫里斯（1948年6月27日—）是一位英国神经科学家，爱丁堡大学教授，水迷宫实验研究的主要开发者。